# Seznam srbskih šahovskih velemojstrov
Seznam pomembnejših srbskih šahistk in šahistov.

## Č
- Dragoljub Čirić

## G
- Svetozar Gligorić

## I
- Ivan Ivanišević
- Velimir Ivić
- Borislav Ivkov

## K
- Nikola Karaklajić

## L
- Ljubomir Ljubojević

## M
- Alisa Marić
- Slobodan Martinović
- Danilo Milanović
- Borislav Milić

## N
- Predrag Nikolić (BiH)
- Stanimir Nikolić (*1935)

## P
- Miodrag Perunović

## R
- Nenad Robulj

## S
- Ivan Sredojević

## Š
- Dragan Šolak

## T
- Goran Todorović
- Bora Tot
- Petar Trifunović[1]

1. ↑  »All-time Grandmasters - Tata Steel Chess«. www.tatasteelchess.com. Pridobljeno 18. februarja 2019.